# Płowce
Pour l’article homonyme, voir Płowce (Basses-Carpates).
Płowce est un village de Pologne (environ 800 habitants) situé dans la voïvodie de Cujavie-Poméranie (district radziejowski), sur la route Kruszwica-Brześć Kujawski.
Le 27 septembre 1331, près de ce village, a eu lieu une bataille qui a vu la victoire de l’armée de Ladislas Ier le Bref sur celle de l’Ordre Teutonique.
En 1931, pour célébrer le 600e anniversaire de la bataille, un tertre de 20 m  de haut a été élevé. Détruit par les Allemands pendant la Seconde Guerre mondiale, il a été reconstruit en 1961. Un monument a été érigé à son sommet. En 1981, une croix a été placée à côté du monument. 